# Košické domínium
Košické domínium bylo panství a majetek města Košice, zahrnující vinice, obce a lesy v období středověku a novověku. Domínium sloužilo městu jako hospodářská základna a v období středověkého rozmachu na něj rozšiřovalo všechna svá práva a privilegia. V novověku přešly vesnice do poddanského vztahu vůči feudálnímu - privilegovanému městu. Městský rustikál zanikl v revoluci 1848. Městský dominikál, především městské lesy, zůstaly v rukou města a dělaly z Košic jedno z nejbohatších měst království.   

## Vznik dominia
Vznik košického dominia se datuje do roku 1347, kdy se Košice po přiznání velkých privilegií staly druhým nejdůležitějším královským městem v Uhersku. Podle privilegia město nemělo mít na vlastním území žádné pole, pouze vinice. Ty byly již od 13. století bohatými košickými měšťany skupovala především v tokajské oblasti. Potřebu zabezpečení zemědělského zázemí a produkce bohaté kupecké město řešilo koupí katastrů a vesnic v jeho bezprostředním i širším okolí.

## Zemědělské katastry a obce
Již v roce 1347 Košičané odkoupili katastr Horních Košic. Toto území severně od města, pod vrchem Hradová mezi Čermeľským potokem a Hornádem, spravovali dědicové původně košických měšťanů Samphlebena a Obla od roku 1261. Město pozemky nejenže odkoupilo, ale přiznalo jeho obyvatelům stejná práva, jaké měli košičtí měšťané. Na základě vlastního privilegia Košice v roce 1352 od panovníka vymohli odpuštění dávek a daní i z tohoto katastru. 
V roce 1382 koupili Košičané vesnice Vyšný a Nižný Tejkeš (dnes Vyšný Klátov a Nižný Klátov) a část katastru vesnice Myslava. V roce 1397 panovník potvrdil městské radě, že obyvatelé těchto vesnic se mohou započítávat mezi košické měšťany se stejnými právy a privilegii. Vzápětí Košice kupují i vesnici Ťahanovce (1397), jíž bylo stejné právo přiznáno v roce 1399.
V roce 1423 získaly Košice Kavečany, v roce 1447 Bašku, v roce 1480 Kalšu, v roce 1466 Garadnu a s ní sousedící obce Vyšná a Nižná Soboń (dnes osada Szebenye) po roce 1479.

## Královské donace
Jako odměnu za úvěrování války s Polskem rozšířil panovník Zikmund Lucemburský košické dominium o obce Suchá Dolina, Tepličany, Kostoľany, Kostoľany nad Hornádom Malá Vieska, Malá Lodina, Velká Lodina, Ružín a Rokycany. Dále o hrad a obec Sokol se všemi šarišskými obcemi, které patřily pod Sokolský hrad.
V roce 1459 daroval král Matyáš Korvín městu hornickou osadu Zlatá Idka, aby si příjmy z ní kompenzovalo ztráty z bojů vedených proti Janu Jiskrovi z Brandýsa.

## Hospodářství dominia v 18. století
Válkami sužováné Košice si v mírovém 18. století obnovovaly své hospodářství i díky svému rozlehlému dominiu. Podle statistik z let 1749-1750 mělo město značný výnos především z vinic (vlastní katastr, Forró, Garadna, Abaújszántó), které tvořily až 10% všech příjmů. Košicím tehdy patřilo spolu 14 poddanských vesnic, z nichž příjmy činily 8% celkových příjmů. Vesnice vynášeli městu i nepřímo prostřednictvím robot, nájemného za pozemky a budovy, za nákup v městských obchodech a za služby městských mlýnů. Město mělo příjem i za prodej zboží vesnicím, ale například i za propuštění sedláka z poddanské poměru (180 guldenů).

## Městské lesy
Blízkost výběžků Slovenského rudohoří a jejich zasahování do katastru města dělalo koupi lesů jeden z přirozených způsobů rozšiřování košického dominia již od 14. století. Zároveň lesy poskytovaly jeden z bezprostředních zdrojů hospodářského zázemí města. Lesní katastry se nacházely jednak na východě (Chrasc, Furča, Heringeš), ale především na severu (Hradová, Bankov). Díky městským lesům měl košický katastr ještě i podle sčítání z roku 1900 až 16 097 katastrálních hold (pro srovnání Bratislava měla 13 104).
Městské lesy byly městu znárodněny v roce 1948 a navráceny v roce 1992. Jsou jediným residuem kdysi rozlehlého košického dominia. S rozlohou 19 432 hektarů jsou po Vídni druhým největším lesním majetkem v střední Evropě.